# Helmut Schilling
Helmut Schilling (* 28. August 1906 in Bern; † 11. Februar 1984 ebenda) war ein Schweizer Schriftsteller.

## Leben
Schilling wurde als Sohn süddeutscher Eltern geboren und besuchte das Literarische Gymnasium in Bern. Er studierte in Bern, Heidelberg, an der Sorbonne in Paris und in Berlin von 1925 bis 1930 Philologie, Geschichte und Theaterwissenschaft. Während seines Studiums wurde er 1926 Mitglied der Burschenschaft Allemannia Heidelberg. 1930 wurde er in Heidelberg zum Dr. phil. promoviert. Nach seinem Examen 1930 in Karlsruhe wurde er Studienreferendar in Bern und machte 1932 in Freiburg im Breisgau sein zweites Examen. 1932 wurde er Studienassessor. Mitte der 1930er Jahre erhielt er die Schweizer Staatsbürgerschaft. Er unternahm zahlreiche Studienreisen in der ganzen Welt und arbeitete ab 1938 als freier Schriftsteller, Literaturkritiker, Radioautor und Radiosprecher. Er arbeitete für Die Weltwoche. 1943 erhielt er das Berner Bürgerrecht. Für die Neue Zürcher Zeitung und die Basler Nationalzeitung war er lange Zeit als Theaterkorrespondent tätig. 1944 heiratete er Edith Herzog. Von 1944 bis 1977 war er in Bern als Gymnasial- und Volkshochschullehrer tätig. Er war Mitglied der Gesellschaft der Schweizerischen Dramatiker (GSD) und von 1957 bis 1966 deren Präsident. Er war auch Mitglied des Schweizer Presse-Vereins und Vorstand des Berner Schriftsteller-Vereins sowie Beisitzer der Berliner Dramatiker-Union.
Er verfasste zahlreiche Dramen, teilweise in Dialekt. Im Stadttheater Bern wurden seine Dramen Die Würfel sind gefallen (1949), Passagier Sieben (1950) und Grad dä (1957) uraufgeführt. Neben zahlreichen Auszeichnungen erhielt er 1946 und 1968 den Literaturpreis der Stadt Bern. Der Nachlass von Helmut Schilling wird in der Stiftung SAPA, Schweizer Archiv der Darstellenden Künste, aufbewahrt.

## Veröffentlichungen (Auswahl)
- Der Franzose im deutschen Drama. Dissertation Universität Heidelberg 1930, Bern 1931.
- Die siebente Brücke. Novellen.  Bern 1939.
- Der Quell.Gedichte. Bern 1943.
- Die Kartenlegerin. Bern 1970.
- Die Zwillingsbrüder. Bern 1974.